# Cahaba (Alabama)
Cahaba wel Cahawba, is een spookstad in Dallas County, Alabama, Verenigde Staten. Het was de hoofdstad van Alabama tussen 1820 en 1825.
Cahaba ligt in centraal Alabama in het zuiden van de Verenigde Staten, bij samenvloeiing van de Cahaba-rivier en de Alabama-rivier. Nabijgelegen steden zijn onder meer Selma (naar het noorden), Sardis (in het oosten) en Orrville (naar het westen).
Tussen 1820 en 1825 was dit de hoofdplaats van Alabama. In 1825 werd besloten de zetel van de regering van Alabama te verplaatsen naar Tuscaloosa, toen het overheidsgebouw gedeeltelijk werd beschadigd door het overstromingswater en instortte. In februari 1865 overstroomde de stad wederom, waarna bedrijven en families verplaatsten naar het nabijgelegen Selma. Daarna ging Cahaba snel achteruit, hoewel het in de jaren vóór de burgeroorlog behoorlijk welvarend was geweest, met name door katoenhandel. De stad behoorde tot de Black Belt.
Het is nu een spookstad en wordt beschermd als een historische  plaats die bekend staat als het Old Cahawba Archeological Park.  Deze plaats komt sinds 1973 voor in het Amerikaanse National Register of Historic Places.

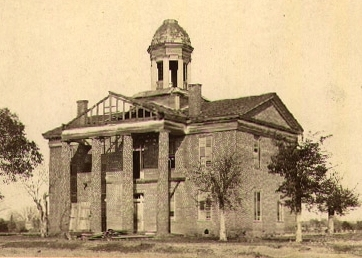
Dallas Academy
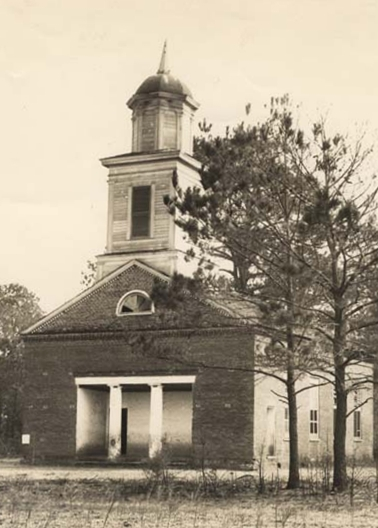
Cahaba Methodist Church
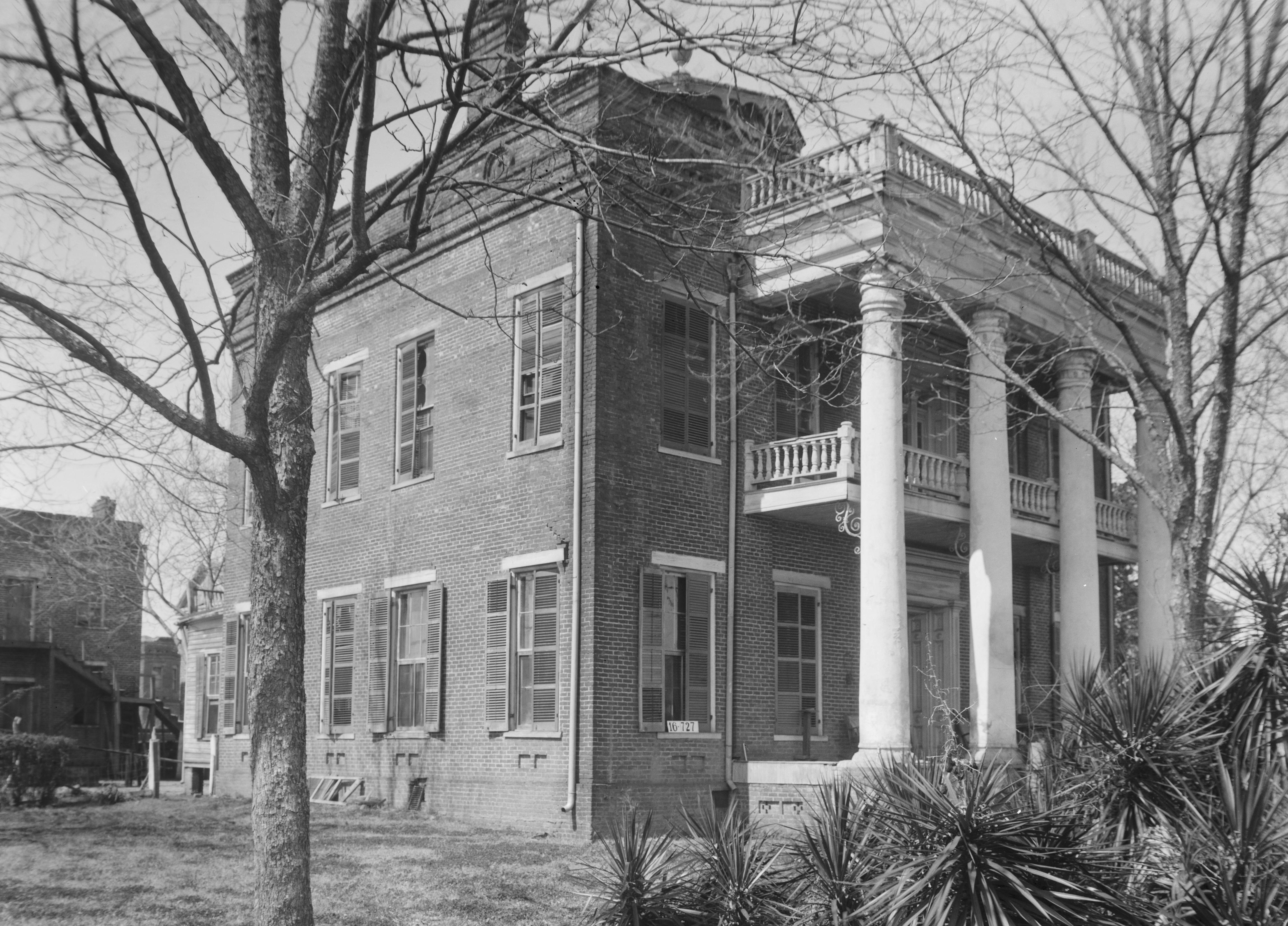
Kirkpatrick House Cahaba
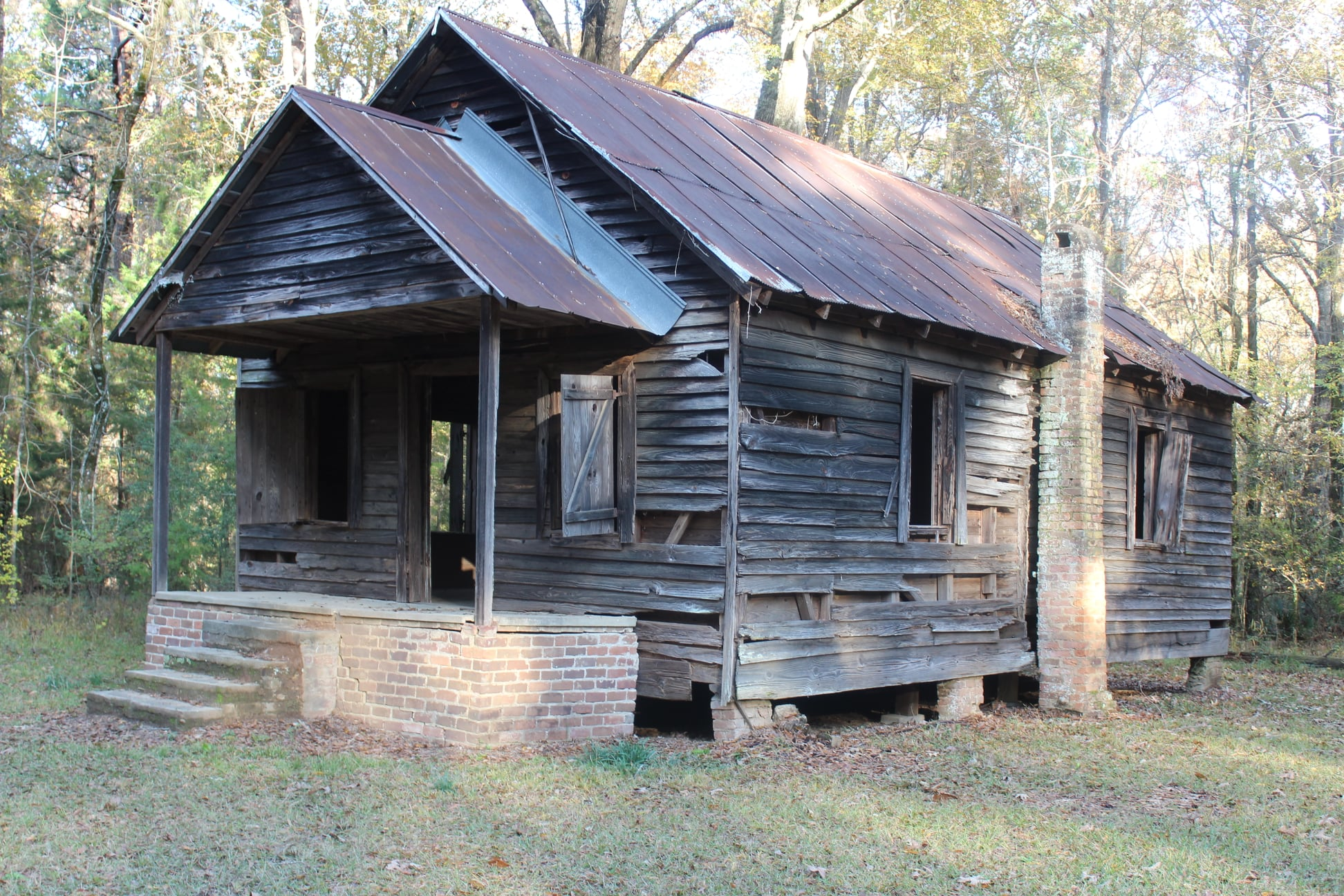
Cahaba School House
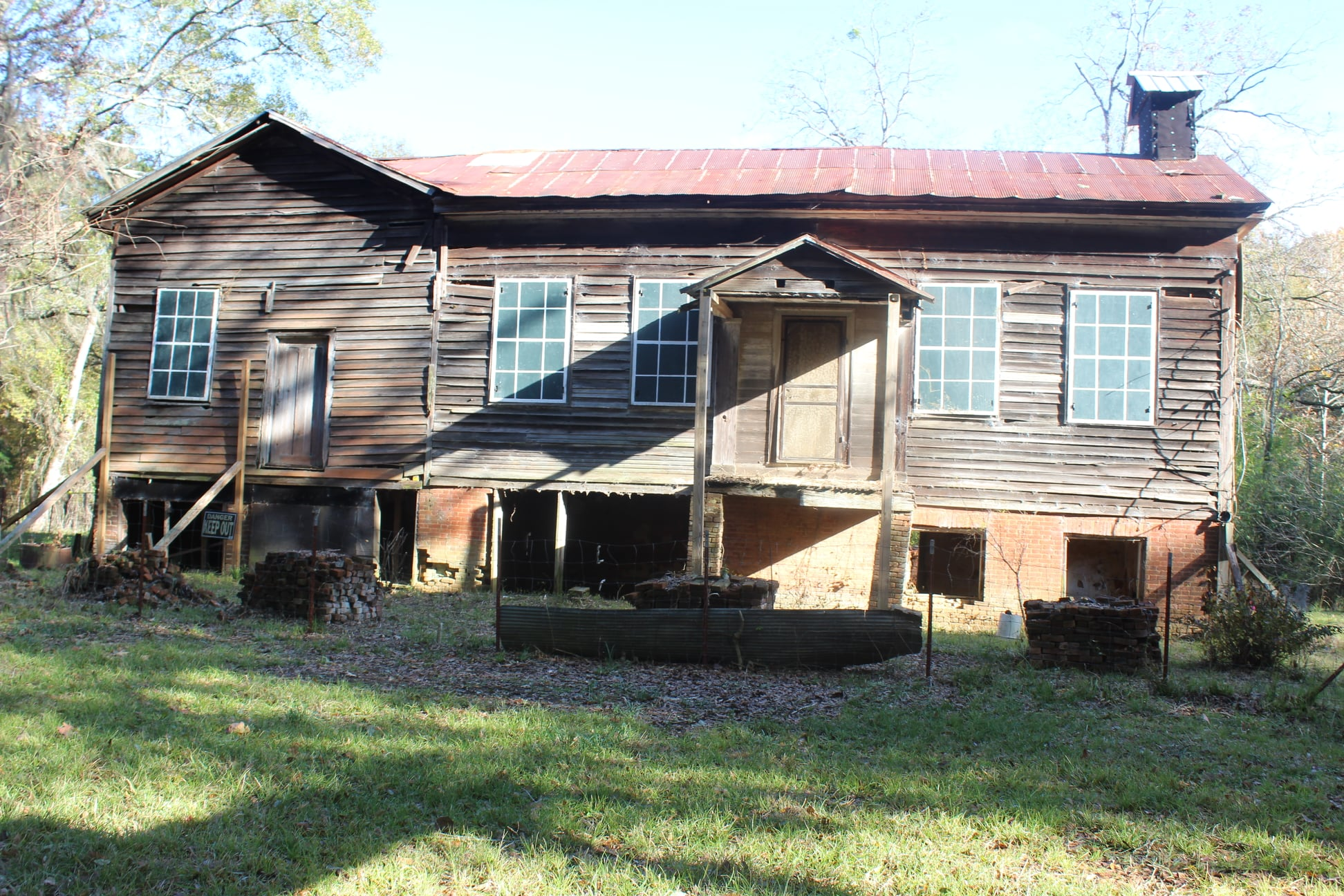
Arthur-Fambro House